# Hlíðarvatn (Selvogur)

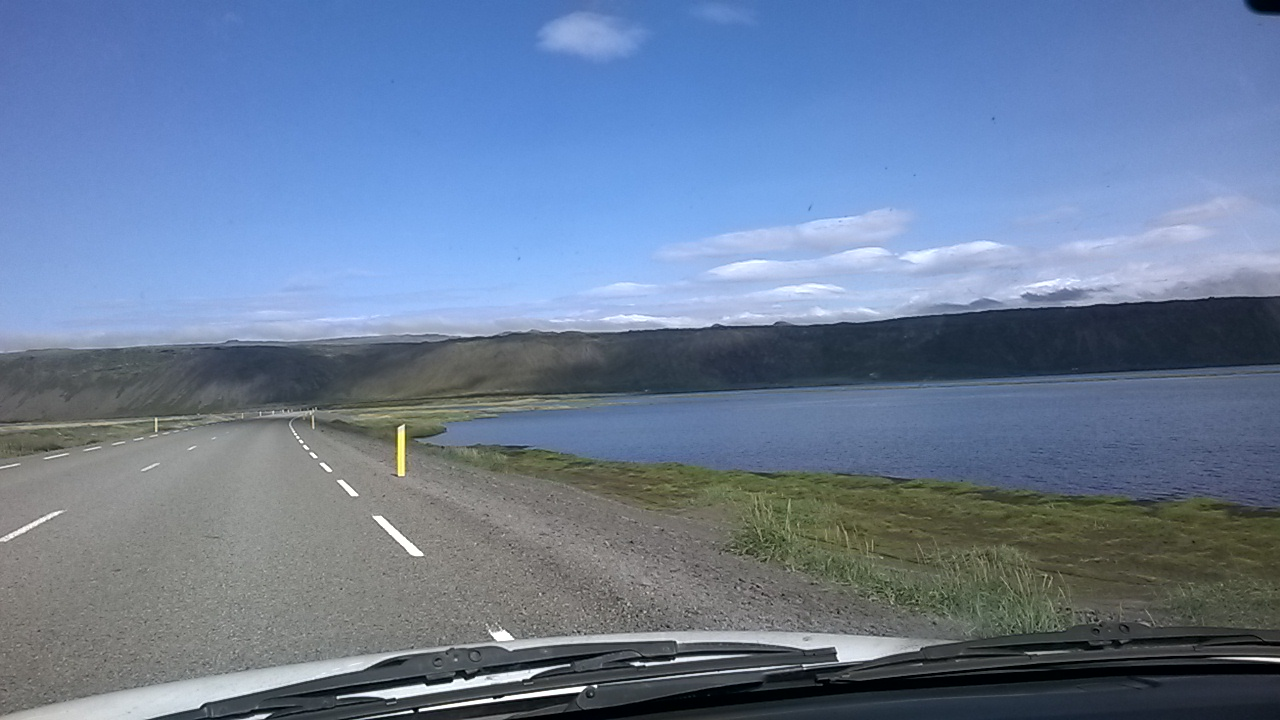
Hlíðarvatn

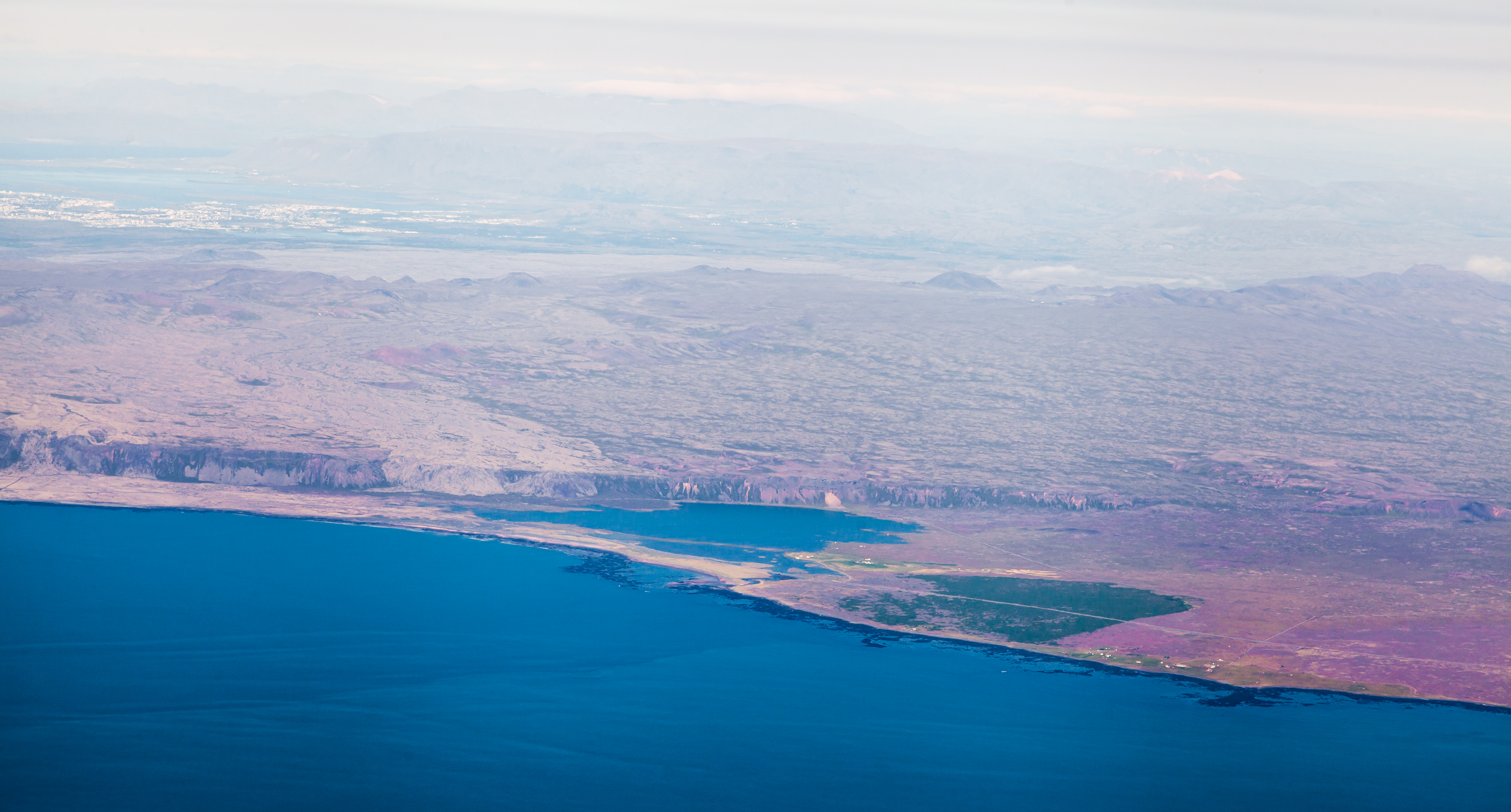
Flygbild av Hlíðarvatn.

Hlíðarvatn är en lagunliknande sjö i Ölfus kommun på sydöstra stranden av Reykjanäshalvön i Suðurland på Island. Sjön ligger i Selvogur endast skild från havet av en smal landremsa kallad Víðisandur.
Hlíðarvatn har en yta på 3,3 km² och ett största uppmätt djup på fem meter. Medeldjupet är 2,9 meter. Sjöns avrinning ligger vid Vogsós. Salthalten i vattnet är fem gånger högre än i andra insjöar, men eftersom sjön ligger cirka en meter över havet sker ingen regelbunden tillförsel av havsvatten. På stranden sydost om sjön ligger Strandarkirkja, som också äger marken som omger sjön. Nära sjöns utlopp, på östra sidan, finns prästgården Vogsósar där galdramästaren Eiríkur í Vogsósum residerade åren 1667–1716. Han var en av Islands mest sägenomspunna trollkarlar.
Hlíðarvatn är ett populärt vatten för rödingfiske. Två vägar leder till sjön: i söder väg 427 (Suðurstrandavegur), i norr väg 380 (Hlíðarendavegur).

## Källor

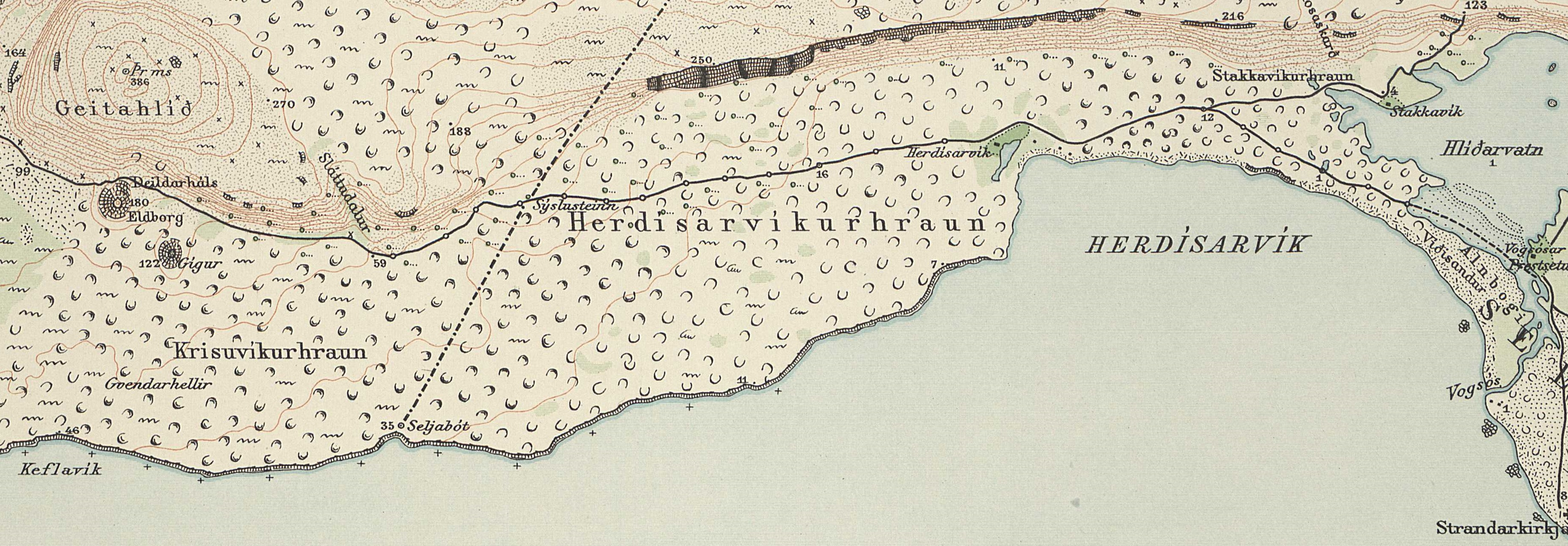
Herdísarvík med Hlíðarvatn (till höger).